# Dimethylnitrosamine
Dimethylnitrosamine of DMN, (ook NDMA, van  N-Nitrosodimethylamine) is een zeer toxische organische verbinding met als brutoformule C2H6N2O. De stof komt voor als een gele viskeuze vloeistof, die goed oplosbaar is in water.
Dimethylnitrosamine is een industrieel bijproduct in verscheidene industriële chemische processen. Het wordt gebruikt voor de bereiding van 1,1-dimethylhydrazine, een veelgebruikte raketbrandstof.

## Toxicologie en veiligheid
De stof ontleedt bij verhitting, met vorming van stikstofoxiden. Ze reageert met sterk oxiderende stoffen en sterke basen.
De stof is irriterend voor de ogen, de huid en de luchtwegen. De stof kan effecten hebben op de lever, met als gevolg geelzucht. Het is een carcinogene en teratogene stof, ingedeeld volgens IARC-klasse 2A. Symptomen van een intoxicatie zijn: koorts, zweten, hoofdpijn, vermoeidheid, misselijkheid, braken, diarree en zenuwstoornissen.
In juli 2018 bleek dat er in het bloeddrukverlagend geneesmiddel Valsartan, afkomstig van verschillende fabrikanten, een verontreiniging met dimethylnitrosamine was opgetreden. Gebruikers werden geadviseerd het geneesmiddel terug te brengen naar hun apotheek. In oktober 2019 bleek dat er in het geneesmiddel Ranitidine een verontreiniging met dimethylnitrosamine was opgetreden. Gebruikers werden geadviseerd het geneesmiddel terug te brengen naar hun apotheek. In november 2020 werd vervolgens bekend dat het diabetesmedicijn metformine van meerdere fabrikanten vervuild was met NDMA.